# Rainey (cratère)
Pour les articles homonymes, voir Rainey.
Rainey est un cratère d'impact à la surface de Mercure. 
Le cratère a ainsi été nommé par l'Union astronomique internationale le 7 février 2025 en hommage à la chanteuse américaine de blues Ma Rainey (1886-1939).
Son diamètre est de 40 km. Il se situe dans le Quadrangle de Discovery (quadrangle H-11) de Mercure.